# Severodvinský kanál

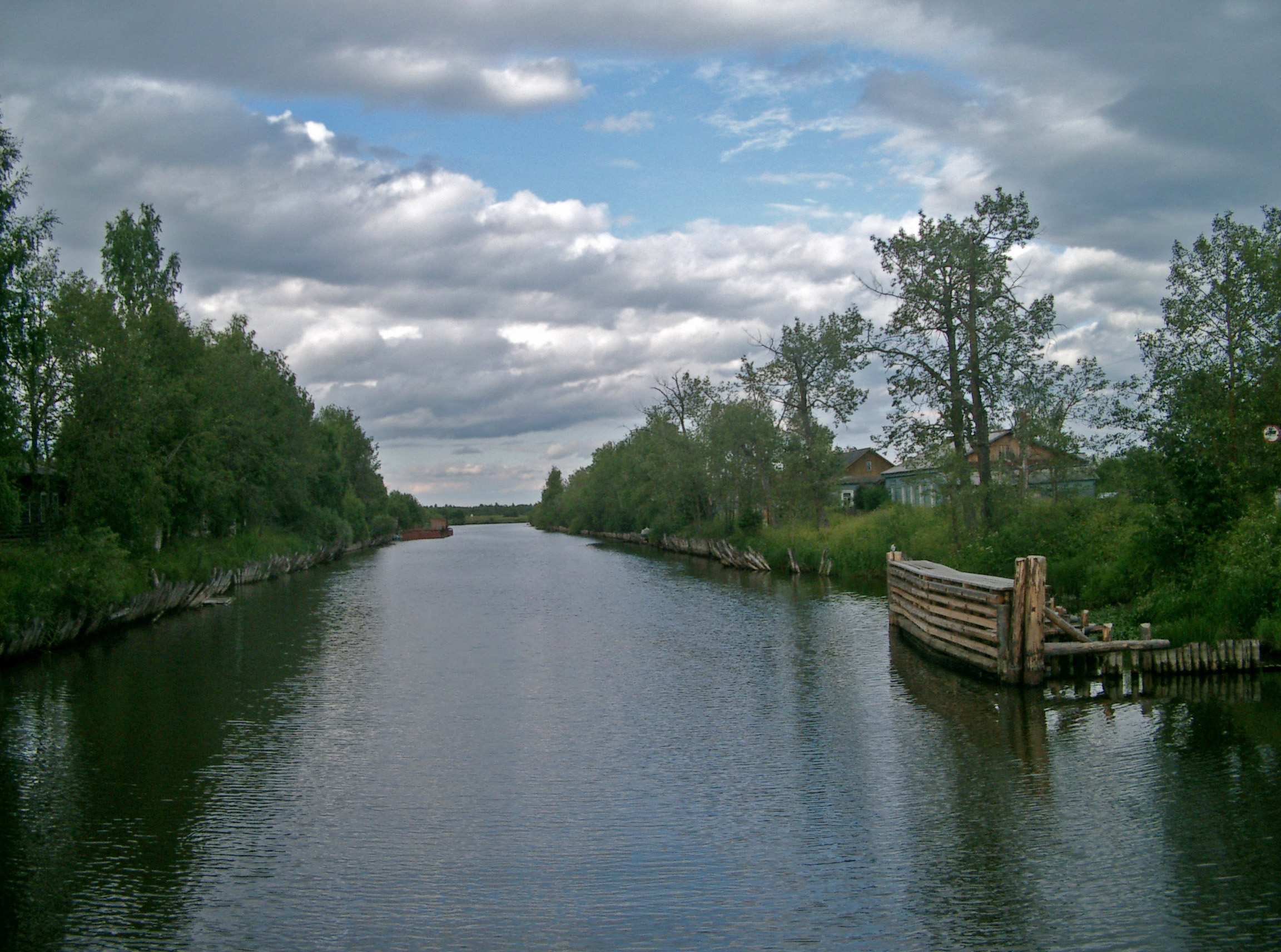
Severodvinský kanál u města Kirillov

Severodvinský kanál nebo také Severodvinská vodní cesta (rusky Северо-Двинский канал nebo Северо-Двинская водная система) je jedna z nejstarších vodních cest v Rusku. Nachází se ve Vologdské oblasti. Byla postavena v letech 1825-28 a rekonstruována v letech 1882-85 a 1914-17. Vede od vesnice Topornja na řece Šeksně (povodí Volhy) ke stavidlu Znamenitovo pod odtokem Suchony z Kubenského jezera (povodí Severní Dviny). Trasa se skládá z úseků čtyř řek a sedmi jezer, které jsou spojeny pěti kanály. Plavební dráha řek mezi jezery na obou stranách rozvodí byla rozšířena a prohloubena.

## Zaměření
V roce 1823 proběhly zaměřovací práce u města Kirillov na plochém bažinatém rozvodí mezi Šeksnou (levý přítok Volhy, nyní ústící do Rybinské přehrady) a Porozovicí, která vytéká z Blagoveščenského jezera a ústí do Kubenského jezera. Práce vedl Aleksandr Vjurtembergskij. Mezi Blagověščenským a Nikolským jezerem (vytéká z něj řeka Slavjanka, levý přítok Šeksny) probíhalo Slavjanské vlečení nákladu ve středověku (10. až 11. století) při osvojování Zavoločí. Odtud vedla velká cesta na východ na Sibiř.

## Trasa
- Toporninský kanál 7 km
- Siverské jezero 3,14 km
- Kuzminský kanál 1,17 km (vytvořený z řeky Karbotky)
- jezero Babje (Pokrovské jezero) 2,26 km
- řeka Pozdyška 2,13 km
- Zaulomské jezero 4,48 km
- Vazerinský kanál (Zaulomské jezero) 2,08 km

rozvodí
- Vazerinské jezero 1,1 km
- Vazerinský kanál (Kišemské jezero) 2,99 km
- Kišemské jezero 1,71 km
- Kišemský kanál 2,65 km
- řeka Itkla 0,59 km
- Blagověščenské jezero 5,61 km
- řeka Porozovica 28,15 km
- Kubenské jezero 61,9 km
- řeka Suchona 7,47 km (od odtoku ke stavidlu Znamenityj)

Celková délka je 134,5 km.

## Stavidla
Na volžské straně bylo postaveno pět stavidel, která zvedají lodě o 10 m, z nichž čtyři byly na Toporninském kanále. Na dvinské straně byly postaveny čtyři stavidla, která zvedala lodě rovněž o 10 m. Časem byl kanál přestavován a počet stavidel na volžské straně stoupl na šest a zdvih na 11,4 m a počet na severodvinské straně na sedm a zdvih na 13,5 m. V 60. až 70. letech 19. století byla při prohlubování a rozšiřování zrušena část stavidel. Zůstalo jich celkem sedm. Tři jsou na Toporninském kanále, jedno na Kišemském kanále, dvě na Pozorovici a jedno na horní Suchoně. Stavidlo Znamenityj stavěl inženýr Vjačeslav Šiškov, později známý spisovatel. V době svého vzniku bylo zařízení možno nazvat divem hydrotechniky.

## Využití
V 19. století byl kanál hojně využívaný. V roce 1888 po něm proplavalo více než 1 000 lodí. Do Petrohradu vozily ryby, kožešiny, řezivo a do Archangelsku průmyslové zboží a dubové dřevo. Po postavení železnice do Archangelsku význam vodní cesty poklesl. V současné době slouží k místní dopravě z Vologdy do Kirillova. Největší pozornost si zaslouží její část, která vede přes národní park Ruský sever. V poslední době získávají tyto staré vodní cesty stále větší pozornost turistů. Umožňují návštěvu zajímavých architektonických a uměleckých památek Bělojezeří. Navíc i samotné kouzlo starých hydrotechnických zařízení, představuje zajímavost jako památník vědy a techniky 19. století.
Od roku 2013 probíhá rekonstrukce kanálu s posílením pobřeží a stavbou plotů podél břehů.